# Nubank
Nubank（ヌーバンク）は、サンパウロに本社を置くブラジルのフィンテック企業である。ラテンアメリカ最大のフィンテック銀行で、ブラジルで約9,300万人、メキシコとコロンビアの間で800万人と合わせて1億人以上の顧客を持つ。 2021年12月のIPO時の評価額は450億ドルだった。

## 歴史
2013年、Nubankはコロンビア人のダビド・ベレス、ブラジル人のクリスティーナ・ジュンケイラ、アメリカ人のエドワード・ウィブルによって設立された。Nubankが発行するNubankカードによる最初の取引は2014年4月1日に行われた。2017年、Nubankは評価額10億米ドルのユニコーン企業となった。
Nubankは、設立から2年間で約6億ブラジルレアルを調達した。
2014年9月、NubankはKaszek VenturesとNicolas BerggruenとともにSequoia Capitalから1430万ドルを調達した。 Nubankは、最初の金融商品として、年金手数料が無料でモバイルアプリで完全に管理できる国際マスターカードのクレジットカードを発売し、その後2015年6月には、既存の支援者であるセコイア・キャピタル、Kaszek Ventures、QED Investorsとともに、タイガー・グローバル・マネジメントとのシリーズBラウンドの投資を主導した。
2017年、Nubankはロイヤリティ・プログラム「Nubank Rewards」を開始した。 このプログラムのポイント（有効期限無し）は、商品カタログやサービス、旅行、エンターテイメントの割引と交換できる。顧客はこのプログラムを30日間無料で試すことができ、その後さらに利用するには手数料がかかる。同年、デジタル口座「NuConta」も開設した。
2018年10月、テンセントは1億8,000万ドル相当（増資9,000万ドル、株式9,000万ドル）のNubankの少数株式を取得した。 2018年後半、デビットによる決済の提供を開始した。 2018年、クレジットカードの新デザインを発表した後、Nubankは世界最大のアンボックスを作ったとしてギネスブックに掲載された。
2019年初頭、Nubankは一部のデジタル口座利用者を対象に個人ローンのテストを開始した。
2019年5月、NubankはNuと呼ばれる子会社を通じて、メキシコで事業を開始すると発表した。 Nubankがブラジル国外でサービスや商品を提供するのはこれが初めてだった。

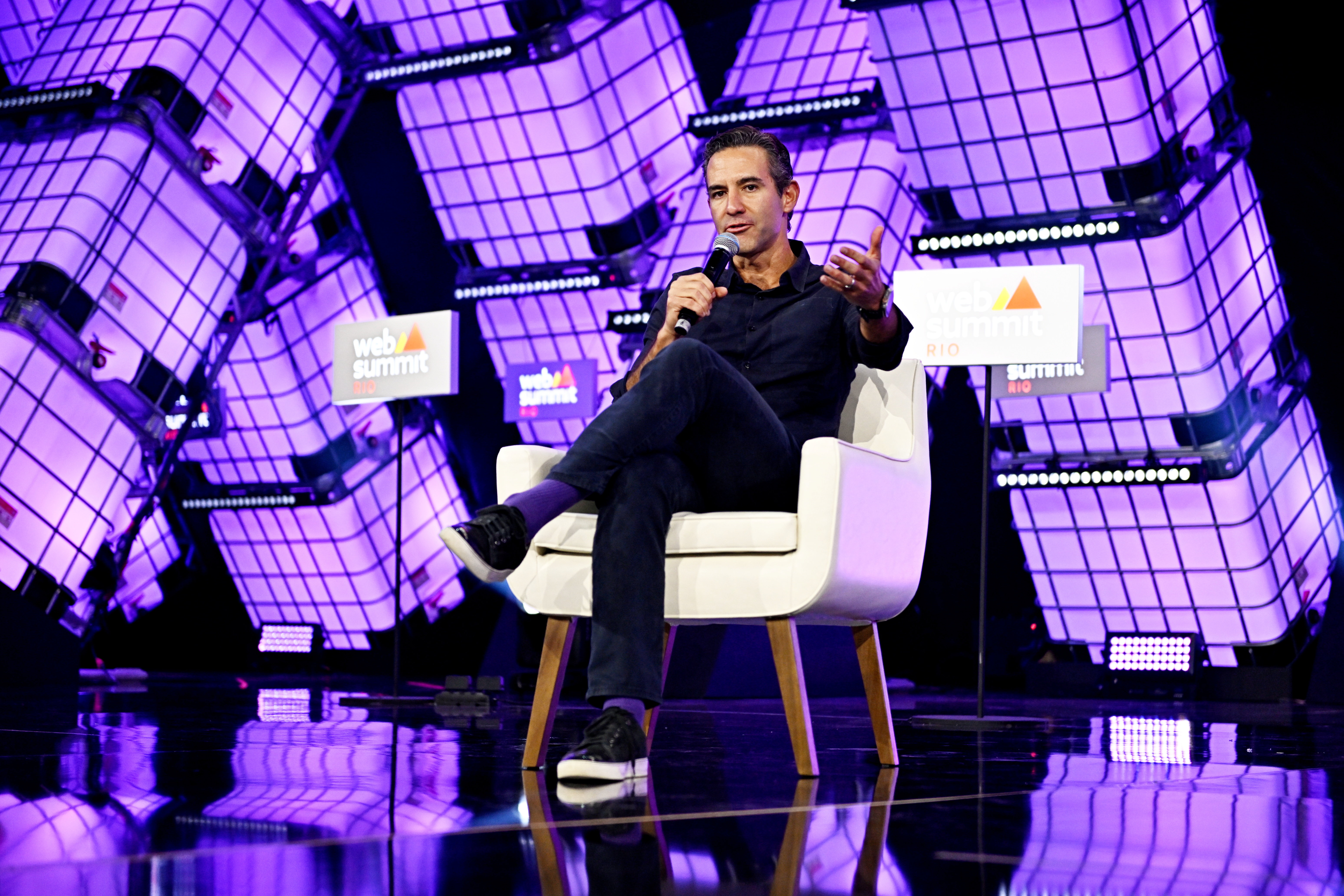
2023年、プレゼンテーションを行うNubank CEOのダビド・ベレス

2020年1月、Nubankはソフトウェア・エンジニアリングとアジャイル手法を専門とするPlataformatec社を買収し、初の企業買収を行った。 同年7月には、Datomicとプログラミング言語Clojureを手がけるCognitectも買収した。 2020年9月、Nubankは同じくブラジルの投資ブローカーEasynvestを非公開の金額で買収した。
2020年11月、Nubankはコロンビアで事業を開始すると発表した。
2021年4月、8年間CTOを務めたエドワード・ウィブルが「より直接的に会社のシステム・インフラ構築に貢献するため」という理由で技術プラットフォーム部長の職を退任した。
2021年12月、NubankはIPOを果たした。 IPO後、Nubankの共同創業者クリスティーナ・ジュンケイラ氏は、同社株式の2.9％（13億ドル）を保有し、ブラジルで2人目となる女性の億万長者になった。 IPOの前後で、ウォーレン・バフェット率いるバークシャー・ハサウェイはNubank株に合計10億ドルを投資した。
2022年、米国の経済雑誌フォーブスはNubankをブラジルの銀行ベスト15の中で第1位にランクした。
2023年10月、Nubankは生成的人工知能（生成AI）を使って顧客にクレジットを提供することが発表された。 このAIは、クレジットカードの使い方のヒントも与えるバーチャルアシスタントとして機能すると発表された。 このAIはOpenAIのGPT-4と他の銀行の知能システムを利用して開発された。
2023年10月、メキシコでの事業拡大を目指し、子会社であるNu Méxicoを通じて、メキシコでの銀行免許取得を要請したと発表した。 また、INSSの退職者や年金受給者向けの給与ローンの提供も順次開始した。

## 補足
Nubankの商品には、NuConta（デジタル口座）、国際クレジットカード（いずれも手数料無料）、個人ローン、生命保険、投資などがある。Nubankの競合他社との差別化戦略は、モバイルアプリで完全に管理できるクレジットカードを提供することである。このアプリにより、利用者はリアルタイムで取引を追跡したり、各クレジットカードをブロックしたり、限度額の引き上げを申請したり、カスタマーサポートに連絡したりすることができる。